# Hotell Transylvanien 2
Hotell Transylvanien 2 (engelska: Hotel Transylvania 2) är en amerikansk animerad 3D-film som hade världspremiär 21 september 2015 och sverigepremiär 23 oktober 2015. Filmen regisseras av Genndy Tartakovsky och med Adam Sandler, Andy Samberg, Selena Gomez, Kevin James, Steve Buscemi och Mel Brooks i rollerna.
Filmen är en uppföljaren till Hotell Transylvanien från 2012.

## Handling
Efter att vampyren greve Dracula gav människorna tillträde till sitt monsterhotell gifter sig Draculas dotter Mavis och människan Jonathan med varann och föder senare en son, Dennis. Dracula hoppas att lille Dennis är en vampyr men kan inte vänta på att han ska få sina vampyrhuggtänder. Så för att tvinga fram Dennis huggtänder utan att Mavis märker det skickar Dracula Mavis och Jonathan till Jonathans hem i Kalifornien eftersom de ändå ville ha lite tid ensamma. Men inför Dennis 5-årsfest bjuder Mavis, till Draculas förskräckelse, in Draculas mycket gammalmodige far Vlad. 

## Rollista
| Roll                         | Originalröst       | Svensk röst               |
| ---------------------------- | ------------------ | ------------------------- |
| Greve Dracula                | Adam Sandler       | Kim Sulocki               |
| Jonathan "Johnny" Loughran   | Andy Samberg       | Jesper Adefelt            |
| Mavis                        | Selena Gomez       | Mikaela Ardai Jennefors   |
| Frankenstein                 | Kevin James        | Gunnar Ernblad            |
| Varulven Wayne               | Steve Buscemi      | Ole Ornered               |
| Griffin, den osynlige mannen | David Spade        | Joakim Jennefors          |
| Mumien Murray                | Keegan-Michael Key | Göran Gillinger           |
| Dennis                       | Asher Blinkoff     | Leon Pålsson Sälling      |
| Eunice                       | Fran Drescher      | Sharon Dyall              |
| Wanda                        | Molly Shannon      | Charlotte Ardai Jennefors |
| Linda Loughran               | Megan Mullally     | Lizette Pålsson           |
| Mike Loughran                | Nick Offerman      | Magnus Mark               |
| Dana                         | Dana Carvey        | Daniel Sjöberg            |
| Bela                         | Rob Riggle         | Oscar Harryson            |
| Vlad                         | Mel Brooks         | Frej Lindqvist            |
| Winnie                       | Sadie Sandler      | Billie Dean               |
| Erik, Fantomen på Operan     | Jon Lovitz         | Lucas Krüger              |
| Förkrympt huvud              | Luenell            | Suzanna Dilber            |
| Kakis                        | Chris Kattan       | Andreas Rothlin Svensson  |

- Övriga röster – Fredrik Hiller, Dominique Pålsson Wiklund, Nicklas Berglund, Max Kenning, Anton Olofsson Raeder, Fabian Lundström, Denise Perning, William Ringström, Mikaela Tidermark, Robin Asp Larsson, Örjan Olsson
- Översättare – Vicki Benckert
- Dubbningsregissör – Fredrik Hiller
- Inspelningstekniker – Robin Larsson Asp
- Svensk version producerad av Dubberman[3]